# The Way (Macy Gray)
The Way è l'ottavo album in studio della cantante R&B statunitense Macy Gray, pubblicato nel 2014.

## Tracce
1. Stoned
2. Bang Bang
3. Hands
4. I Miss the Sex
5. First Time
6. The Way
7. Queen of the Big Hurt
8. Me with You
9. Need You Now
10. Life